# ARA Salta (S-3)
El ARA Salta (S-3) fue uno de los tres submarinos de la clase Tarantinos construidos en Italia para la Armada Argentina. Fue puesto en gradas en 1928, botado en 1932 y finalizado en 1933.

## Historial
Tras de su llegada al país fue carenado y recorrido en el TMDN. El 1 de septiembre de 1933 arribó por vez primera al puerto de Mar del Plata, que sería su base por más de veinte años. Entre esa fecha y el 3 de agosto de 1960, en que fue dado de baja, realizó más de 1000 inmersiones, la última de ellas en aguas de la base de submarinos de Mar del Plata. Afectado al adiestramiento del personal submarinista, y a los ejercicios de la lucha antisubmarina, durante los años de su servicio participó de la actividad naval de su división y de la Flota de Mar, en las que recorrió las aguas del litoral marítimo argentina.
Por decreto N.º 8686/60 se dispuso su baja y por decreto N.º 2607/61 se autorizó su venta (BB. NN. PP. \ros. 297 60 y 61, respectivamente). Lo adquirió en una subasta pública Aaron Gutman, en m$n. 2 672 000, hecho que aprobó el decreto N.º 2607 del 5 de abril de 1961.